# Sanjay Suri
Pour les articles homonymes, voir Suri (homonymie).
Sanjay Suri (en hindi : संजय सूरी), né le 6 avril 1971 à Srinagar, au Cachemire est un acteur indien qui a fait carrière à Bollywood.

## Biographie
Sanjay Suri est né en 1971 à Srinagar. En 1990, il déménage à New Delhi où il entame une carrière de mannequin. Pendant une dizaine d'années, il pose pour différentes marques. En 1999, il obtient son premier rôle secondaire dans un film, Pyaar Mein Kabhi Kabhi. Le film n'est pas un grand succès, mais Sanjay est remarqué et obtient d'autres rôles par la suite : en 2001 dans Daman: A Victim of Marital Violence, en 2002 dans Filhaal... et la comédie musicale Dil Vil Pyar Vyar. 
C'est en 2003 que Sanjay Suri se fait vraiment remarquer des critiques et du public avec ses rôles dans Pinjar (aux côtés d’Urmila Matondkar) puis Jhankaar Beats (où il côtoie Juhi Chawla). En 2005, il reçoit des critiques très positives pour son rôle dans Nikhil, mon frère réalisé par Onir. Par la suite, il travaille avec Onir à plusieurs reprises, en jouant dans Bas Ek Pal puis Sorry Bhai!. En 2010, il cofonde avec Onir la maison de production Anticlock Films afin de réaliser I Am (où il tient un rôle) et de promouvoir les créations de jeunes réalisateurs.

## Filmographie
- 1999 : Pyaar Mein Kabhi Kabhi : Bugs
- 2000 : Tera Jadoo Chal Gayaa : Raj Oberoi
- 2001 : Daman: A Victim of Marital Violence : Sunil Saikia
- 2002 : Filhaal... : Dhruv Malhotra
- 2002 : Dil Vil Pyar Vyar : Dev
- 2002 : Chalo Ishq Ladaaye : Rahul
- 2003 : Jhankaar Beats : Deep
- 2003 : Pinjar : Ramchand
- 2003 : Dhoop : Capt. Rohit S. Kapoor
- 2004 : Plan : Lucky
- 2004 : Insaaf - The Justice : IAS Officer Vishwanath Prasad
- 2004 : Shaadi Ka Laddoo : Som Dutta
- 2005 : My Brother… Nikhil : Nikhil Kapoor
- 2005 : Home Delivery: Aapko... Ghar Tak (apparition spéciale)
- 2006 : My Bollywood Bride : Bobby
- 2006 : Bas Ek Pal : Nikhil Kapoor
- 2007 : Say Salaam India : Hari Sadu
- 2007 : Speed : Siddharth
- 2008 : Sorry Bhai! : Harshvardhan
- 2008 : Firaaq : Sameer
- 2008 : Sikandar
- 2010 : A Flat
- 2010 : I Am : Abhimanyu
- 2012 : Héroïne : Abbas Khan